# Гуня

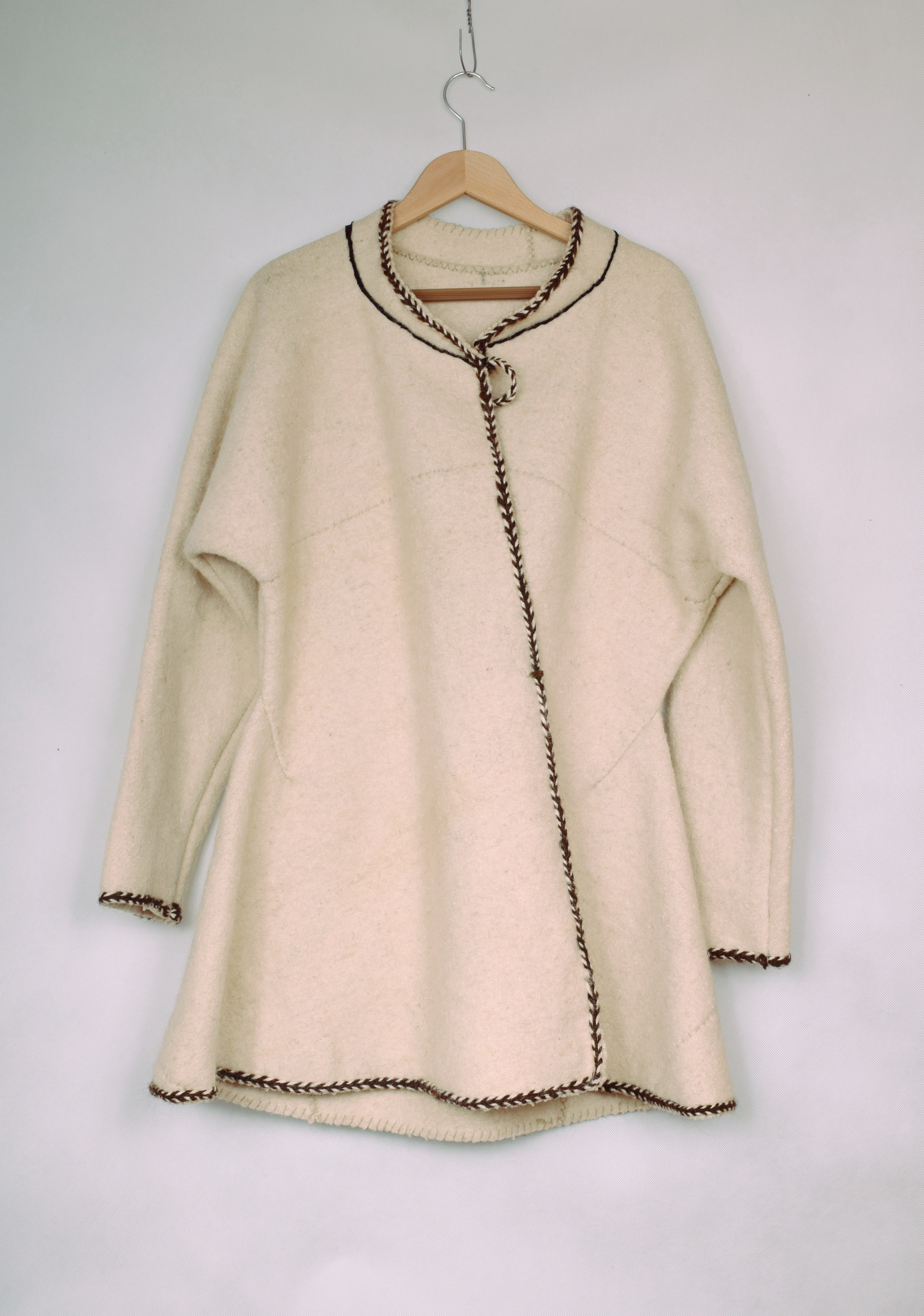
Гуня

Гу́ня (прасл. *gunja, можливо, від лат. gunna — «кожух») — гуцульський прямий верхній одяг із довговорсого саморобного сукна із «фальшивими» рукавами, що накидався на плечі.
Гуня виготовляється із своєрідного кошлатого сукна. Для його виготовлення вовну випарюють у гарячій воді З-5 годин, потім промивають в холодній річковій воді. Висушену вовну скубуть і чешуть залізними щітками. У результаті одержують два типи вовни: кращу й гіршу. Із кращої вовни виготовляють тонкі нитки, які скручують вдвоє і розрізають на відрізки по 30-35 см, які протягують через верстат човником через три нитки таким чином, щоб правий бік сукна був кошлатий, а лівий — гладенький.